# Шез Дје ди Теј
Шез Дје ди Теј (фр. Chaise-Dieu-du-Theil) насеље је и општина у северној Француској у региону Горња Нормандија, у департману Ер која припада префектури Евре.
По подацима из 2011. године у општини је живело 231 становника, а густина насељености је износила 38,95 становника/km². Општина се простире на површини од 5,93 km². Налази се на средњој надморској висини од 211 метар (максималној 219 m, а минималној 187 m).

## Демографија
| 1962. | 1968. | 1975. | 1982. | 1990. | 1999. | 2011. |
| ----- | ----- | ----- | ----- | ----- | ----- | ----- |
| 286   | 295   | 273   | 252   | 241   | 245   | 231   |

График промене броја становника у току последњих година